# マクシミリアン・クルツヴァイル

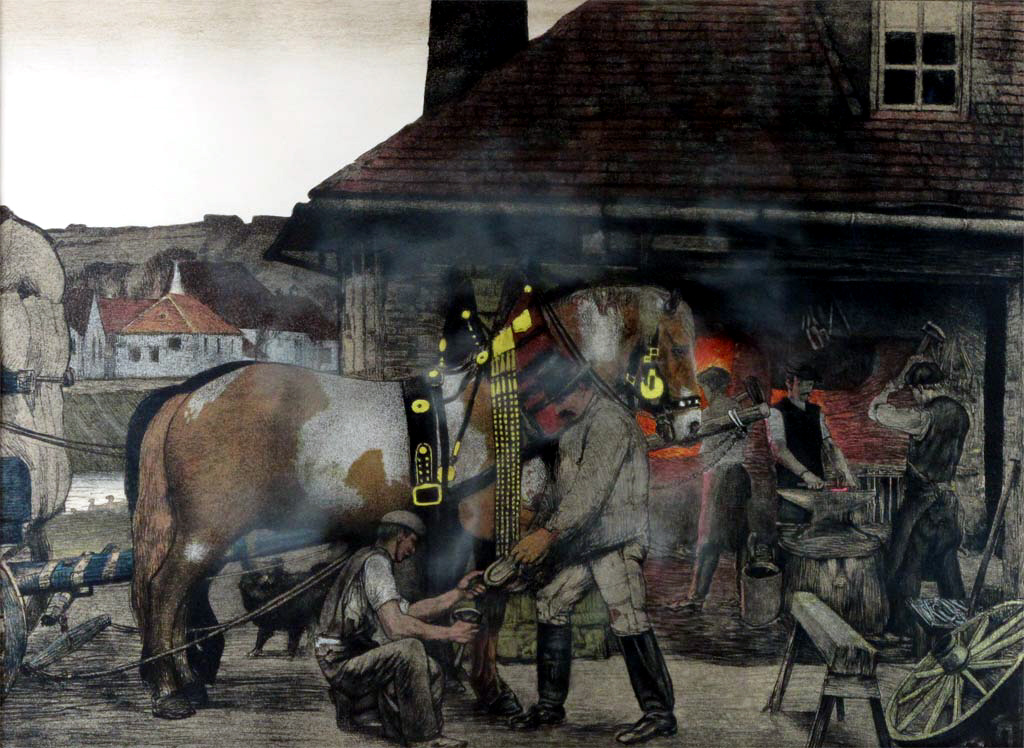
クルツヴァイル作「鍛冶屋」(c.1900)

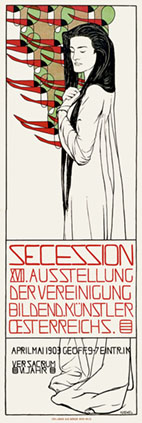
第7回分離派展覧会のポスター(クルツヴァイル作)

マクシミリアン・クルツヴァイル（Maximilian Kurzweil、1867年10月12日 - 1916年5月9日) はオーストリアの画家、アール・ヌーボー様式のイラストレーターである。

## 略歴
現在のチェコの南モラヴィア州のブゼネツの実業家の家に生まれた。1879年に家族とウィーンに移った。1886年からウィーン美術アカデミーでクリスティアン・グリーペンケールやレオポルト・カール・ミュラーなどに学んだ。その後パリに移りアカデミー・ジュリアンでも学び、1894年にパリの展覧会に出展し、1895年にフランスの女性と結婚した。1895年にウィーンのキュンストラーハウス(Künstlerhaus)で開かれた展覧会に参加し入賞した。1897年に結成された「ウィーン分離派」の設立メンバーになり、分離派の機関誌「ヴェール・サクルム（Ver sacrum)」の刊行に貢献したが1903年に退会した。1905年にドイツ画家協会（Deutscher Künstlerbund）が創設したヴィラ・ロマーナ賞(Villa-Romana-Preis)の最初の受賞者にウルリッヒ・ヒュブナーらとともになった。
1909年から女性のための絵画教室の教師を務めた。1916年に教え子で愛人となった女性と自殺したとされる

## 作品

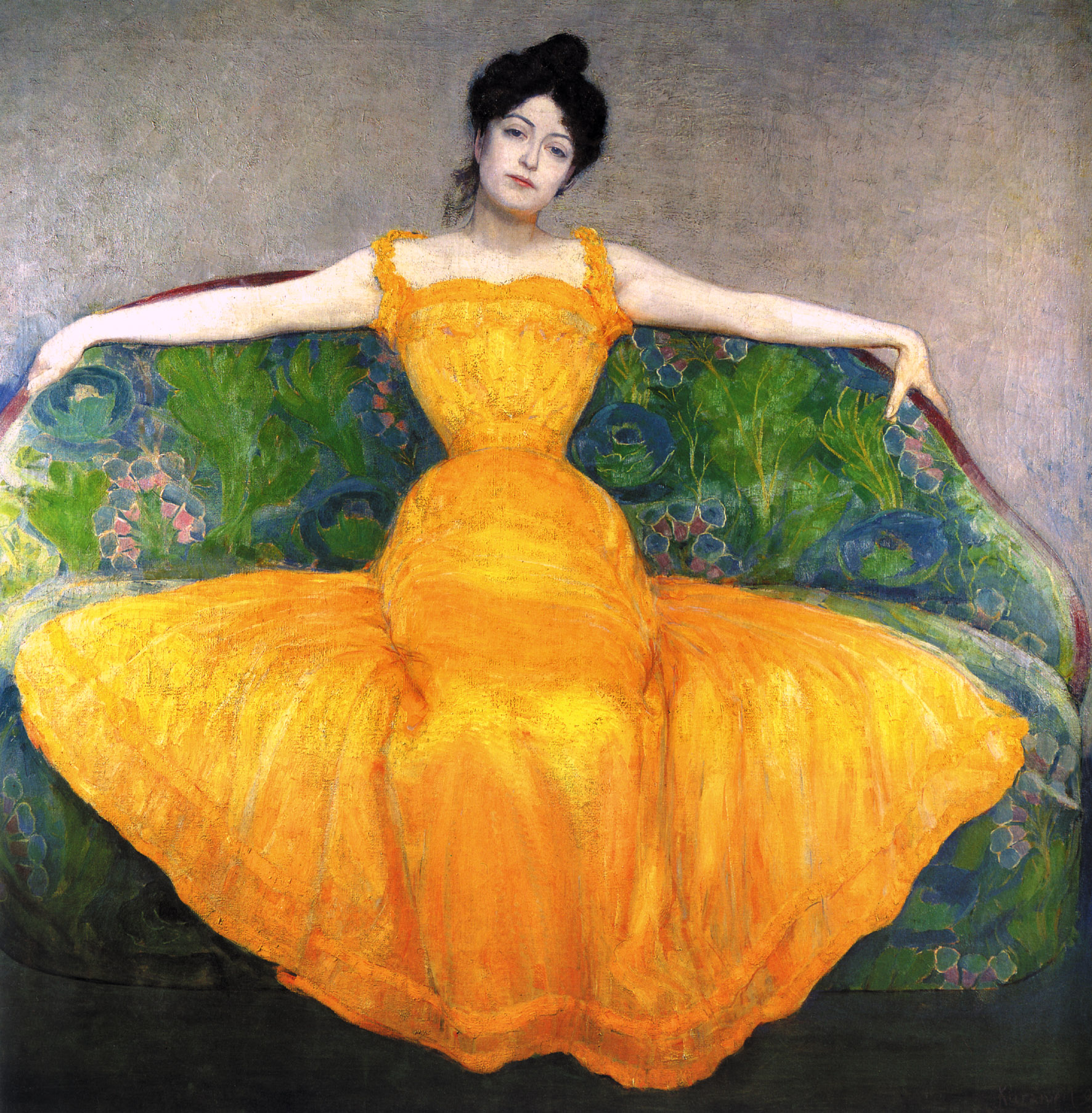
「黄色のドレスの女」(1907)
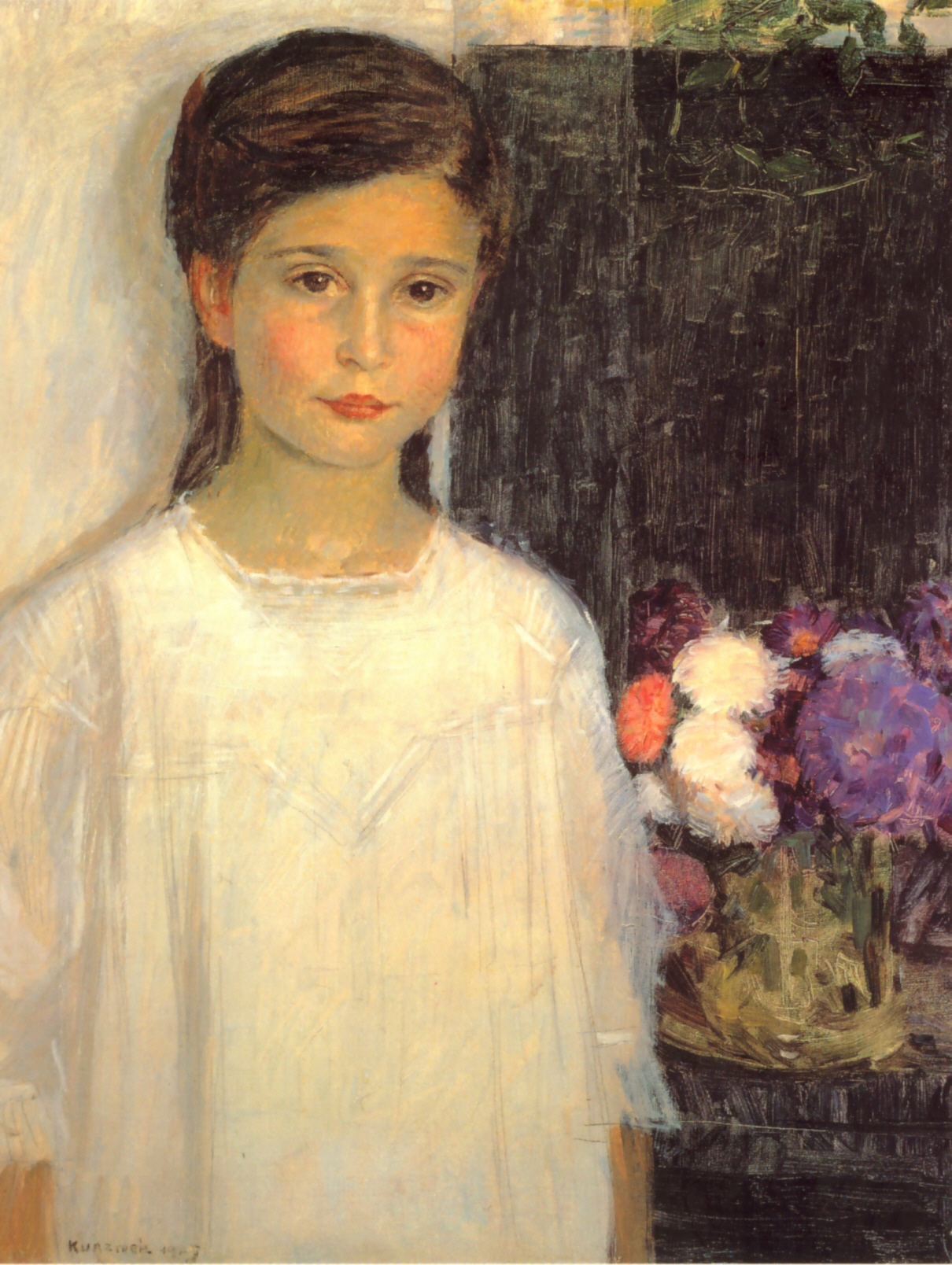
Mira Bauer(1908) オーストリア・ギャラリー蔵
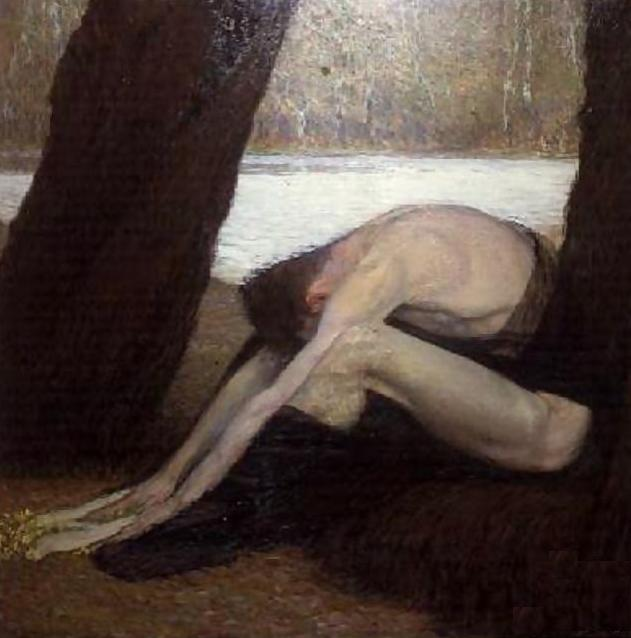
絶望(Despair)　(1909)
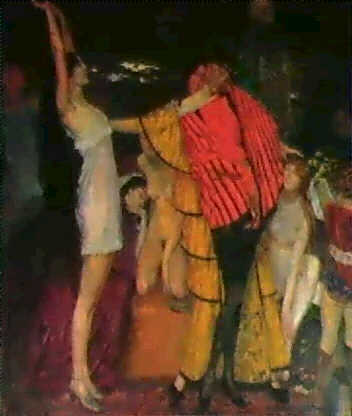
運の尽きた王子の物語(1915)
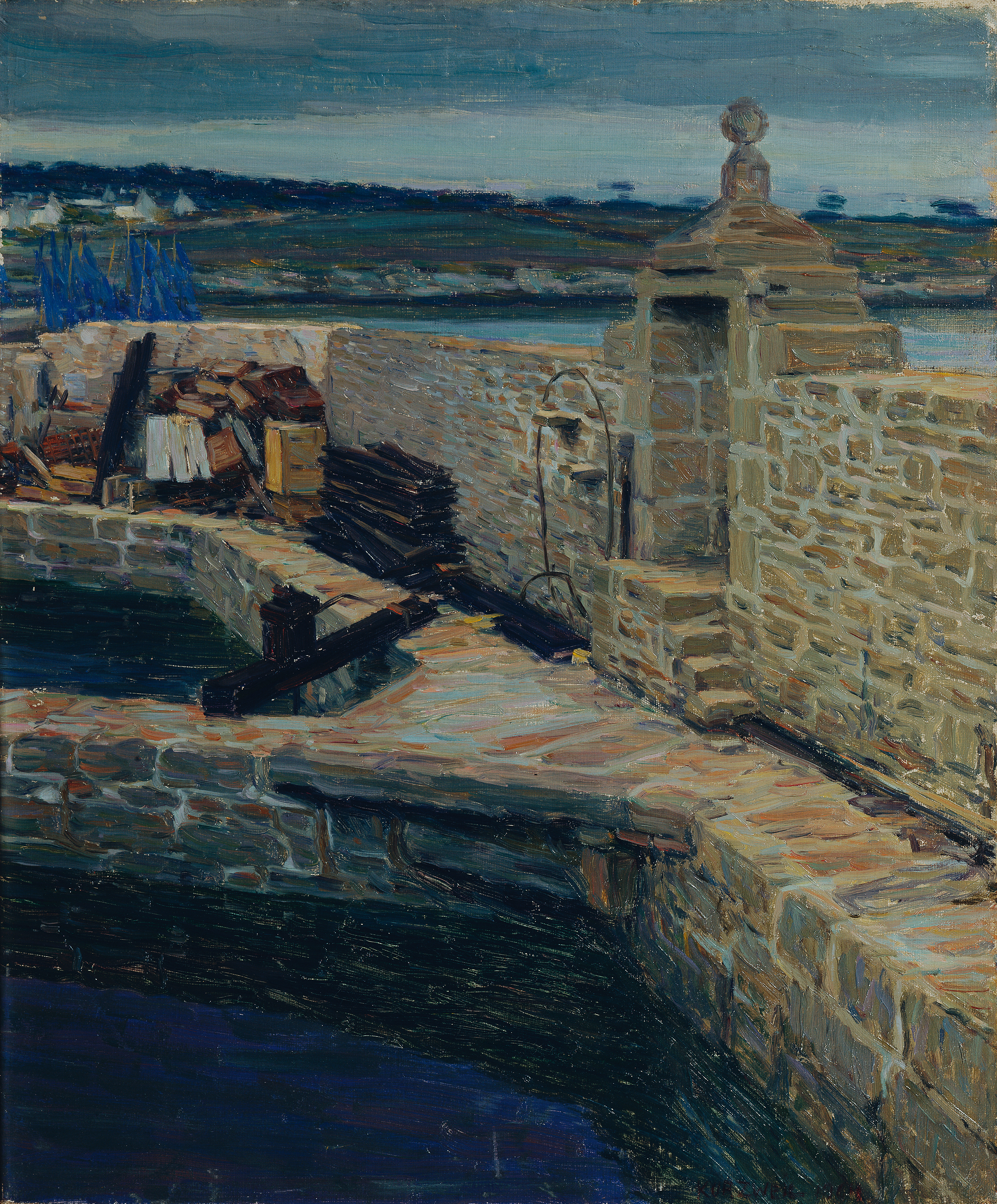
池（コンカルノー）(1904)